# 世界郵便の日
世界郵便の日（せかいゆうびんのひ）は、万国郵便連合(UPU)の発足を記念する日。日付は毎年、同連合が発足した10月9日に定められている。